# Nicola Danti
Nicola Danti (* 6. September 1966 in Pelago, Provinz Florenz) ist ein italienischer Politiker (Italia Viva, ehemals PD). Er war von 2014 bis Juli 2019 und ist erneut seit September 2019 Mitglied des Europäischen Parlaments.

## Leben
Danti schloss 1993 ein Studium der Politikwissenschaft an der Universität Florenz ab. Bis 2000 leitete er eine Beratungs- und Entwicklungsgesellschaft. Er ist Vater von drei Kindern.
Bereits als Student wurde Danti, der Mitglied der Democrazia Cristiana (DC) war, in den Gemeinderat der Stadt Pontassieve bei Florenz gewählt. Von 1995 bis 1999 war er stellvertretender Bürgermeister der Stadt. Nach dem Zerfall der DC gehörte er der Partito Popolare Italiano (PPI) an, die 2002 in der Partei La Margherita aufging. Von 1999 bis 2004 gehörte er erneut dem Gemeinderat von Pontassieve an. Von 2002 bis 2008 stand Danti der Berggemeinschaft Montagna Fiorentina vor. Von 2004 bis 2009 war er Gemeinderat in seinem Heimatort Pelago. Parallel war er als Nachfolger Matteo Renzis Koordinator von La Margherita in der Provinz Florenz, bis die Partei 2007 mit den Democratici di Sinistra (Linksdemokraten) zur Partito Democratico fusionierte.
In den folgenden Jahren gehörte Danti dem Regionalsekretariat der PD in der Toskana an. Er wurde 2010 in den Regionalrat von Toskana gewählt, wo er bis 2014 dem Ausschuss für Bildung und Kultur vorstand. Danti organisierte den parteiinternen Wahlkampf von Matteo Renzi in der Toskana bei der Urwahl des nationalen PD-Vorsitzenden 2012 (bei der Renzi unterlag).
Bei der Europawahl 2014 wurde Danti als Abgeordneter des Wahlkreises Mittelitalien in das Europäische Parlament gewählt. Dort gehört er der Fraktion der Progressiven Allianz der Sozialdemokraten (S&D) an. Danti war in der Legislaturperiode bis 2019 Mitglied des Ausschusses für Binnenmarkt und Verbraucherschutz und 2015–19 dessen stellvertretender Vorsitzender. Zudem war er Delegierter für die Beziehungen zu Brasilien, für die Beziehungen zu den Ländern des Mercosur und in der Parlamentarischen Versammlung Europa-Lateinamerika (EUROLAT).
Bei der Europawahl 2019 verpasste Danti mit 53.435 Vorzugsstimmen zunächst den Einzug. Er rückte aber im September 2019 für Roberto Gualtieri nach, der aus dem EU-Parlament ausschied, um italienischer Finanzminister zu werden. Anschließend war Danti stellvertretender Vorsitzender der Delegation für die Beziehungen zu dem Mercosur, zudem war er Mitglied des Ausschusses für internationalen Handel und erneut Delegierter für die Beziehungen zu Brasilien. Am 20. Oktober 2019 trat er zu der von Matteo Renzi gegründeten und geführten Partei Italia Viva über. Im Februar 2020 wechselte er von der sozialdemokratischen Fraktion S&D in die liberale Fraktion Renew Europe. Seine Ausschuss- und Delegationsposten verlor er dadurch. Stattdessen gehört er seither dem Ausschuss für Industrie, Forschung und Energie an und ist erneut Delegierter für die Beziehungen zu dem Mercosur und in der Parlamentarischen Versammlung Europa-Lateinamerika.